# Гавин Њусом
Гавин Кристофер Њусом (енгл. Gavin Cristopher Newsom; Сан Франциско, 10. октобар 1967) је амерички политичар и бизнисмен који служи као 40. и тренутни гувернер Калифорније од јануара 2019. године. Члан је Демократске странке и претходно је служио као 49. поручник гувернера Калифорније од 2011. до 2019. године и као 42. градоначелник Сан Франциска од 2004. до 2011. године.
Њусом је похађао средњу школу Редвуд а дипломирао је на Универзитету Санта Клара. Након дипломирања је основао продавницу вина PlumpJack са пријатељем Гордоном Гетијем који је служио као инвеститор. PlumpJack група је порасла да управља 23 предузећа, укључујући винарије, ресторане и хотеле. Њусом је своју политичку каријеру започео 1996. године када га је тадашњи градоначелник Сан Франциска Вили Браун именовао за члана градске комисије за паркинг и саобраћај. Браун је именовао Њусома да попуни упражњено место у Одбору надзорника следеће године а Њусом је касније био изабран у одбор 1998, 2000. и 2002. године.
2003. године, са 36. година, Њусом је изабран за 42. градоначелника Сан Франциска. Њусом је поново изабран 2007. године са 72% гласова. Њусом је био изабран за поручника гувернера Калифорније 2010. године а реизабран је 2014. године. За гувернера калифорније је победио на изборима 2018. године. Њусом ће се суочити са изборима за опозив 2021. године. Он је такође водио емисију Гавин Њусом и 2013. године је објавио књигу Citizenville.

## Рани живот
Гавин Кристофер Њусом је рођен у Сан Франциску, од Тесе Томас (рођ. Мензис) и Вилијема Алфреда Њусома трећег, државног судије жалбеног суда и адвоката компаније Гети Оил. Он је четврта генерација Сан Фрањевца. Један од Њусомових прадедова, Шкот Томас Едис, је био пионир научник у пољу нефрологије и професор медицине на Универзитету Станфорд. Њусом је други рођак, музичарке Џоен Њусом. Његов отац је био заговорник видри, а породица га је имала за кућног љубимца.
Иако је Њусом касније размишљао да није имао лако детињство, похађао је вртић и први разред у "Икол Нотре Даме Дес Викторес", француско-америчкој двојезичној школи у Сан Франциску. На крају се пребацио због тешке дислексије која га и дан данас погађа. Његова дислексија му је отежала писање, срицање, читање и рад са бројевима. Током свог школовања, Њусом је морао да се ослања на комбинацију аудио-књига, сажетка и неформалне вербалне наставе. До данас, Њусом преферира тумачење докумената и извештаја путем звука.
Похађао је од трећег до петог разреда у "Нотре Даме дес Викторес", где је био смештен на часове допунског читања. У средњој школи, Њусом је играо кошарку и бејзбол, а завршио је средњу школу Редвуду у Калифорнији 1985. године. Њусом је играо позицију бек у кошарци и као спољни играч у бејзболу. Његове вештине ставиле су га на насловницу новине Марин Индепендент Журнала.
Теса Њусом је радила три посла како би подржала Гавина и његову сестру Хилари Њусом Калан, председницу PlumpJack групе, названа по опери Plump Jack, коју је компоновао породични пријатељ Гордон Гети. У интервјуу за Сан Франциско Хронике, његова сестра се сетила божићних празника када им је мајка рекла да неће добити поклоне. Теса је отворила свој дом за хранитељску децу, усађујући у Њусому значај јавне службе. Финансије његовог оца делимично су биле везане због његове тенденције да даје зараду. Током средње школе, Њусом је радио неколико послова да би издржавао породицу.
Њусом је похађао Санта Клера Универзитет са делимичном стипендијом за бејзбол, где је 1989. године дипломирао са бачелоратом у политикологији. Њусом је био леворуки бацач за Санта Клеру, али је после две годину повредио руку и од тада је престао да игра бејзбол. Живео је у апартманима Аламеда, које је касније упоредио са животом у хотелу. Касније је са љубављу размишљао о свом образовању, приписујући језуитски приступ Санта Клери помажући му да постане независни мислилац који доводи у питање православље. Док је студирао, Њусом је провео семестар студирајући у иностранству у Риму.
Њусомова тетка је била удата за Рона Пелосија, шогора председнице Представничког дома Сједињених Држава Ненси Пелоси.

## Пословна каријера
Њусом и његови инвеститори су формирали компанију PlumpJack Associates L.P 14. маја 1991. године. Та група је покренула винарију PlumpJack 1992. године уз финансијску помоћ његовог породичног пријатеља Гордона Гетија. PlumpJack је било име опере коју је написао Гети, који је инвестирао у 10 од 11 Њуссомових предузећа. Гети је за Сан Франциско Фронике рекао да се према Њусому понашао као према сину и због те везе уложио у свој први пословни подухват. Према Гетију, касније пословне инвестиције биле су због "успеха прве".
Једна од раних интеракција Њусома са владом догодила се када се Њусом одуприо захтеву здравственог одељења Сан Франциска да инсталира судопер у својој PlumpJack винотеци. Здравствено одељење тврдило је да је вино храна и захтевало је да продавница постави судопер од 27.000 долара у винотеку са теписима, с образложењем да је радњи потребан умиваоник за брисање. Када је Њусом касније именован за супервизора, рекао је Сан Франциско Егзамајнеру: "То је врста бирократске болести кроз коју ћу проћи".
Посао је нарастао до предузећа са више од 700 запослених. PlumpJack Cafe Partners L.P је отворио кафић PlumpJack, такође у улици Филморе, 1993. године. Између 1993. и 2000. године Њусом и његови инвеститори отворили су још неколико предузећа која су укључивала PlumpJack Squad Valley Inn са PlumpJack кафеом (1994. година), винарија у Напи (1995. година), кафић Balboa Cafe Bar and Grill (1995. година), Plumpjack Development Fund L.P (1996. година), MatrixFillmore Bar (1998. година), PlumpJack продавница вина у округу Ноа (1999. година), PlumpJackSport продавница одећа (2000. година) и друга кафана Балбоа у долини Скуаву (2000. година). Њусом је уложио пет ресторана и две продавнице одећа. Годишњи приход Њусома био је већи од 429.000 америчких долара од 1996. до 2001. године. 2002. године, његова пословна имовина процењена је на више од 6.9 милиона америчких долара. Њусом је месечно давао поклон-бон од 50 долара запосленима у PlumpJack-у чије су пословне идеје пропале, јер по његовом мишљењу, "Не може бити успеха без неуспеха".
Њусом је продао свој део пословања у Сан Франциску када је постао градоначелник 2004. године. Задржао је власништво у компанијама PlumpJack изван Сан Франциска, укључујући винарију PlumpJack у Оаквилу у Калифорнији, нову винарију Кејд у власништву PlumpJack-а у Ангвину у Калифорнији и PlumpJack Squaw Valley Inn. Тренутно је председник у одсуству компаније Arielle Wines Inc., која је повезана са винаријом PlumpJack у округу Напа. Њусом је 2007. године од својих пословних интереса зарадио између 141.000 и 251.000 америчких долара. У фебруару 2006. године платио је 2.350.000 америчких долара за своје пребивалиште у насељу Руско Брдо, које је у априлу 2009. године ставио на тржиште за 3.000.000 америчких долара.

## Рана политичка каријера
Њусом је дошао до прво политичког искуства када се добровољно јавио да учествује у успешној кампању Вилија Брауна за градоначелника Сан Франциска 1995. године. Њусом је у свом кафићу PlumpJack био домаћин приватног прикупљања средстава. Браун је 1996. године именовао Њусома на упражњено место у Комисији за паркинг и саобраћај, а касније је изабран за председника комисије. Браун га је именовао за место надзорног одбора Сан Франциска које је напустио Кевин Шели 1997. године. У то време био је најмлађи члан надзорног одбора Сан Францисца.
Њусома је положио заклетву са својим оцем и заложио се да ће своје пословно искуство пренети на управни одбор. Браун је Њузома назвао "делом будуће генерације вођа овог великог града". Њусом је себе описао као "социјалног либерала и фискалног чувара". Потом је изабран на пуни четворогодишњи мандат у одбору 1998. године. Гласачи Сан Франциска одлучили су да напусте велике изборе за одбор за претходни окружни систем 1999. године. Њусом је поново изабран 2000. и 2002 да представља други округ, који укључује Пасифик Хајтс, Марина, Кау Холоу, Си Клифс и Лорел Хајтс, који су имали највећи ниво прихода и највећу републиканску регистрацију у Сан Франциску. Њусом је платио 500 америчких долара Републиканској странци у Сан Франциску да би се појавио на листи за одобрење странке 2000. године. У својој кандидатури за реизбор 2002. године није се суочио са противљењем.
Као супервизор у Сан Франциску, Њусом је стекао пажњу јавности због своје улоге у заговарању реформе градске општинске железнице. Био је један од двојице надзорника које је одобрила Rescue Muni, група транзитних јахача, својим реизбором 1998. године. Спонзорисао је предлог Б да од Мунија и других градских одељења захтева израду детаљних планова за пружање услуга купцима. Та мера је усвојена са 56,6% гласова. Њусом је спонзорисао гласање из Rescue Muni-а; верзију мере одобрили су гласачи у новембру 1999.
Такође је подржао дозволу ресторанима да послужују алкохол за столовима на отвореном, забранио рекламе дувана видљиве са улица, оштрије казне за станодавце који се огреше о законе о контроли станарине и резолуцију, која је поражена, похвалити Колина Пауела за прикупљање новца за омладински програми. Њусомова подршка пословним интересима повремено је заоштравала његов однос са вођама радничким организацијама.
Током Њусомовог времена као супервизора, подржавао је стамбене пројекте кроз јавно-приватна партнерства ради повећања власништва над кућама и приступачног становања у Сан Франциску. Подржао је ХОУП, неуспелу меру локалног гласања која би омогућила повећану стопу конверзије стана да је одређени проценат станара у згради куповао њихове јединице. Као кандидат за градоначелника, подржао је изградњу 10.000 нових стамбених јединица како би се створило 15.000 нових радних места у грађевинарству.
Њусомо највеће постигнуће када је био супервизор била је гласачка иницијатива под називом Care Not Cash (Мера Х), која је нудила негу, помоћно становање, лечење од дрога и помоћ специјалиста за бихејвиорално здравље за бескућнике уместо директне новчане помоћи из државног програма опште помоћи. Многи заговорници права бескућника протестовали су против те иницијативе. "Прогресивци и демократе, монахиње и свештеници, адвокати бескућника и бескућници били су бесни", навео је Њусом. Успешно донета гласачка мера подигла је његов политички профил и обезбедила добровољце, донаторе и особље кампање која му је помогла да постане водећи кандидат за градоначелништво 2003. У градској ревизији спроведеној четири године након почетка програма и објављеној 2008. године, програм је оцењен као углавном успешан.

## Градоначелник Сан Франциска (2004–2011)

### Избори 2003. године
Њусом се пласирао на прво место на општим изборима 4. новембра 2003. у пољу од девет особа. Добио је 41,9% гласова за 19,6% кандидата Зелене странке Мета Гонзалеса у првом кругу гласања, али суочио се са ближом трком у другом кругу избора 9. децембра када су се многе градске напредне групе спојиле око Гонзалеса. Трка је била активна у нападима на Гонзалеса због његове подршке Ралфу Нејдеру на председничким изборима 2000. године и нападима на Њусома због доприноса од 500 долара републиканској пошиљци шкриљевца 2000. године која је подржавала издања која Њусом подржава. Демократско руководство сматрало је да треба да ојача Сан Францисцо као демократско упориште након што је изгубило председничке изборе 2000. и изборе за гувернерски опозив 2003. од Арнолда Шварценегера. Националне личности из Демократске странке, укључујући Била Клинтона, Ал Гора и Џеси Џексона, водиле су кампању у име Њусома. Пет надзорника подржало је Гонзалеза, док је Невсом добио одобрење Вилија Брауна.
Њусом је победио у другом кругу, освојивши 53% гласова, а Гонзалез 47% и победивши са 11.000 гласова. Кандидовао се као центристички демократа који послује за бизнис и умерене ставове у политици Сан Франциска; неки од његових противника називали су га конзервативним. Њусом је тврдио да је био центриста као Дијен Фејнштајн. Трчао је под слоганом "велики градови, сјајне идеје" и представио преко 21 документа о његовој политици. Обећао је да ће наставити да ради на питању бескућништва у Сан Франциску.
Њусом је положио заклетву градоначелника 3. јануара 2004. године. Позвао је на јединство градских политичких фракција и обећао да ће се позабавити проблемима јавних школа, рупа и приступачног становања. Невсом је рекао да је он "друга врста вође" који се "не боји да реши ни најтеже проблеме".

### Избори 2007. године
Прогресивна заједница Сан Франциска покушала је да постави кандидата за вођење јаке кампање против Њусома. Супервизори Рос Миркарими и Крис Дали размишљали су да се кандидују против Њусома, али су обојица одбили. Мет Гонзалес је такође одлучио да не учуствује на изборима.
Када је прошао крајњи рок за пријаву 10. августа 2007. године, расправа у Сан Франциску преусмерена је на разговор о другом Њусомовом мандату. На изборима га је изазвало 13 кандидата међу којима су били Џорџ Дејвис, нудистички активиста и Мајкл Пауерс, власник секс клуба Power Exchange. Бивши конзервативни супервизор Тони Хол повукао се почетком септембра због недостатка подршке.
San Francisco Chronicle је у августу 2007. године изјавио да се Њусом није суочио са "озбиљном претњом по својој кандидатури за реизбор", прикупивши 1,6 милиона долара за своју предизборну кампању до почетка августа. Победио је на поновним изборима 6. новембра 2007. године са преко 72% гласова. По ступању на дужност другог мандата, Њусом је обећао да ће се фокусирати на животну средину, бескућништво, здравствену заштиту, образовање, становање и обнову Опште болнице у Сан Франциску.

### Градоначелништво
Као градоначелник, Њусом се усредсредио на развојне пројекте у Хантерс Поинту и Трежер Острву.
Националну пажњу стекао је 2004. године када је управнику градског округа Сан Франциска упутио издавање дозвола за брак истополним паровима, кршећи државни закон усвојен 2000. Имплементација Care Not Cash, иницијативе коју је спонзорирао као супервизор, започела је 1. јула 2004. године. Као део иницијативе, још 5.000 бескућника добило је трајно склониште у граду. Око 2.000 људи било је смештено у стални смештај уз подршку до 2007. године. Остали програми које је Њусом покренуо за укидање хроничне бескућништва укључују Тим за помоћ бескућницима у Сан Франциску и Пројекат бескућника који су 2.000 бескућника сместили у трајни смештај 5.000 додатних повољних јединица за изнајмљивање у граду.
Током штрајка хотелских радника против десетак хотела у Сан Франциску, Њусом се придружио члановима синдиката Unite Here на линији за пикете испред хотела Вестин Св. Францис. 27. октобра 2004. обећао је да ће град бојкотовати хотеле не спонзоришући градска дешавања на њима док нису пристали на уговор са радницима. Спор око уговора решен је у септембру 2006. године.
Њусом је 2005. године заложио се за државни закон којим се заједницама у Калифорнији омогућава да креирају политике које ограничавају одређене расе паса.
Потписао је закон о успостављању здравог Сан Франциска 2007. године како би становницима градова пружио универзалну здравствену заштиту, први град у држави који је то учинио.
Њусом се 2009. године нашао на удару Демократске странке Сан Франциска због свог неуспеха у спровођењу градског правила града Сан Франциска, према којем град није требало да помаже америчку имиграцију и царину.
Исте године, Њусом је добио награду за лидерство у здравим заједницама, заједно са градоначелником Њујорка Мајклом Блумбергом и још тројицом јавних званичника, за своју посвећеност да деци и породицама учини доступне могућности здраве хране и физичке активности. Био је домаћин округлог стола за урбана и рурална подручја 2008. године како би истражио начине за промоцију регионалног развоја хране и повећан приступ здравој, приступачној храни. Њусом је обезбедио осам милиона америчких долара из савезних и локалних фондова за програм Боље улице, који осигурава да су перспективе јавног здравља у потпуности интегрисане у процесе урбаног планирања. Потписао је закон о означавању менија, којим се захтева да ланци ресторана штампају информације о исхрани на својим јеловницима.
Њусом је 2010. проглашен за "Најдруштвенијег америчког градоначелника", на основу анализе профила градоначелника из 100 највећих градова Сједињених Држава на друштвеним мрежама.

#### Истополни бракови
Њусом је привукао националну пажњу 2004. године када је упутио службеника града и округа Сан Франциска да издаје дозволе за брак истополним паровима, кршећи државни закон. У августу 2004. године, Врховни суд Калифорније поништио је бракове које је Невсом одобрио, јер су били у супротности са државним законом. Ипак, неочекивани потез Невсома скренуо је националну пажњу на питања истополних бракова, учврстивши политичку подршку Невсому у Сан Франциску и ЛГБТ заједници.
Током избора 2008. Њусом је био противник Пропозиције 8, иницијативе за гласање да се преокрене пресуда Врховног суда Калифорније да постоји уставно право на истополне бракове. Присталице Пропозиције 8 објавиле су рекламу на којој су снимци Њусомових говора у вези са истополним браковима где је рекао следеће: "Ова врата су сада широм отворена. То ће се догодити, свидело се то вама или не". Неки посматрачи су приметили да су се анкете помериле у корист Предлога 8 након објављивања рекламе; то је заузврат довело до спекулација да је Њусом нехотице играо улогу у усвајању амандмана.